# Адамівка (Жмеринський район)
Ада́мівка — село в Україні, у Барській міській громаді Жмеринського району Вінницької області. До 2020 року підпорядковувалась Балківській сільській раді. 

## Географія

### Клімат
| Клімат Адамівки           | Клімат Адамівки | Клімат Адамівки | Клімат Адамівки | Клімат Адамівки | Клімат Адамівки | Клімат Адамівки | Клімат Адамівки | Клімат Адамівки | Клімат Адамівки | Клімат Адамівки | Клімат Адамівки | Клімат Адамівки | Клімат Адамівки |
| Показник                  | Січ.            | Лют.            | Бер.            | Квіт.           | Трав.           | Черв.           | Лип.            | Серп.           | Вер.            | Жовт.           | Лист.           | Груд.           | Рік             |
| Середній максимум, °C     | −2,4            | −0,8            | 4,2             | 13,1            | 19,4            | 22,4            | 23,6            | 23,2            | 19,1            | 12,4            | 5,0             | 0,0             | 11              |
| Середня температура, °C   | −5,6            | −4,1            | 0,4             | 8,0             | 13,8            | 17,0            | 18,3            | 17,7            | 13,7            | 7,9             | 2,1             | −2,6            | 7               |
| Середній мінімум, °C      | −8,8            | −7,4            | −3,4            | 3,0             | 8,3             | 11,7            | 13,1            | 12,3            | 8,4             | 3,5             | −0,7            | −5,2            | 2               |
| Норма опадів, мм          | 36              | 35              | 31              | 52              | 70              | 103             | 101             | 66              | 52              | 33              | 39              | 42              | 660             |
| ------------------------- | --------------- | --------------- | --------------- | --------------- | --------------- | --------------- | --------------- | --------------- | --------------- | --------------- | --------------- | --------------- | --------------- |
| Джерело: climate-data.org |                 |                 |                 |                 |                 |                 |                 |                 |                 |                 |                 |                 |                 |

## Історія
Наприкінці XIX століття село Адамівка входила до Могилівського повіту і належала спочатку пану Глосковському, пізніше — пану Тарасевичу. В селі мешкало 35 чоловіків (кількість жінок Географічний словник Королівства Польського не вказує), селянам належало 62 десятини землі.
12 червня 2020 року, відповідно до Розпорядження Кабінету Міністрів України № 707-р «Про визначення адміністративних центрів та затвердження територій територіальних громад Вінницької області», увійшло до складу Барської міської громади.
19 липня 2020 року, в результаті адміністративно-територіальної реформи та ліквідації Барського району, село увійшло до складу Жмеринського району.